# Mertensophryne schmidti
Mertensophryne schmidti är en groddjursart som beskrevs av Alice G.C. Grandison 1972. Mertensophryne schmidti ingår i släktet Mertensophryne och familjen paddor. IUCN kategoriserar arten globalt som otillräckligt studerad. Inga underarter finns listade i Catalogue of Life.